# Чешњице в Тухињу
Чешњице в Тухињу (словен. Češnjice v Tuhinju) је насељено место у општини Камник, Средњесловенска регија, Словенија.

## Историја
До територијалне реорганизације у Словенији биле су у саставу старе општине Камник.

## Становништво
У попису становништва из 2011. године, Чешњице в Тухињу имале су 107 становника.
| Број становника према пописима | Број становника према пописима | Број становника према пописима |
| ------------------------------ | ------------------------------ | ------------------------------ |
| 1991                           | 2002                           | 2011                           |
| 101                            | 117                            | 107                            |

Напомена: До 1953. исказивано под именом Чешњице.